# Euphyllia paraglabrescens
Euphyllia paraglabrescens is een rifkoralensoort uit de familie van de Euphylliidae. De wetenschappelijke naam van de soort is voor het eerst geldig gepubliceerd in 1990 door Veron.
De soort komt voor bij de Filipijnen, Papoea-Nieuw-Guinea, Japan en in de Oost-Chinese Zee. Ze staat op de Rode Lijst van de IUCN geklasseerd als 'kwetsbaar'.